# Haley Webb
Pour les articles homonymes, voir Webb.
Haley Webb est une actrice américaine née à Fairfax (Virginie) le 25 novembre 1985. Elle est la petite-fille de Vianne Bryant Webb. Elle a été mannequin et a posé pour le magazine MAXIM.

## Biographie
Haley a grandi à Woodbridge, en Virginie où elle fut capitaine de l'équipe de danse de son école. Elle y a obtenu son premier dan de ceinture noire de taekwondo. En 2001 elle déménagea à San Diego, en Californie, où elle fut élève à la Costa Canyon High School. Elle a participé au département de théâtre, et a remporté divers prix pour ses rôles dans Rumeurs et La Belle et la Bête. En 2003 elle a participé au concours Talent America Competition et a gagné dans la région de l'Ouest des États-Unis dans la catégorie danse et interprétation. Elle a été découverte par le directeur de castings/manager Gary Shaffer. Plus tard cette même année elle déménage à Los Angeles, en Californie, et commence à étudier avec les professeurs de comédie Howard Fine, Joanne Baron et DW Brown.
Elle a enchaîné des petits rôles au cinéma puis, en 2009 le réalisateur David Richard Ellis l'a engagée dans le rôle de Janet Cunningham pour le film Destination finale 4.
En 2013, elle rejoint notamment le casting de la série Teen Wolf en tant que récurrente où elle y interpréta le rôle de Jennifer Blake pour la saison 3.

## Filmographie

### Cinéma
- 2008 : Big Games : Toni
- 2009 : On the Inside : la petite amie d'Allen
- 2009 : Destination finale 4 : Janet Cunningham
- 2010 : Rushlights : Sarah
- 2017 : It Happened One Valentine's : Allie Rush
- 2022 : Blonde d'Andrew Dominik : Brooke

### Télévision
- 2006 : Juste cause : Kayla Philby
- 2007 : Shark : Danielle
- 2013-2017 : Teen Wolf : Jennifer Blake / Darach
- 2014 : Beauty and the Beast
- 2014 : The Librarians  : Maybel
- 2018 : Une amitié toxique : Aya
- 2020 : Chicago pd : Michelle Sullivan
- 2024 : Skeleton Crew : Jedi Ninaa Nawood